# كأس النرويج 1905
كأس النرويج 1905 (بالنرويجية: Norgesmesterskapet i fotball for menn 1905)‏ هو الموسم 4 من كأس النرويج. أشرف على تنظيمه اتحاد النرويج لكرة القدم، وكان عدد الأندية المشاركة فيه 4، وفاز فيه نادي أود.